# بنة فاخر العلياء (الريف الغربي)
بنة فاخر العلياء (بالفارسية: بنه فاخر بالا) هي منطقة سكنية تقع في إيران في قسم الريف الغربي الريفي. يقدر عدد سكانها بـ 143 نسمة .